# Pater familias

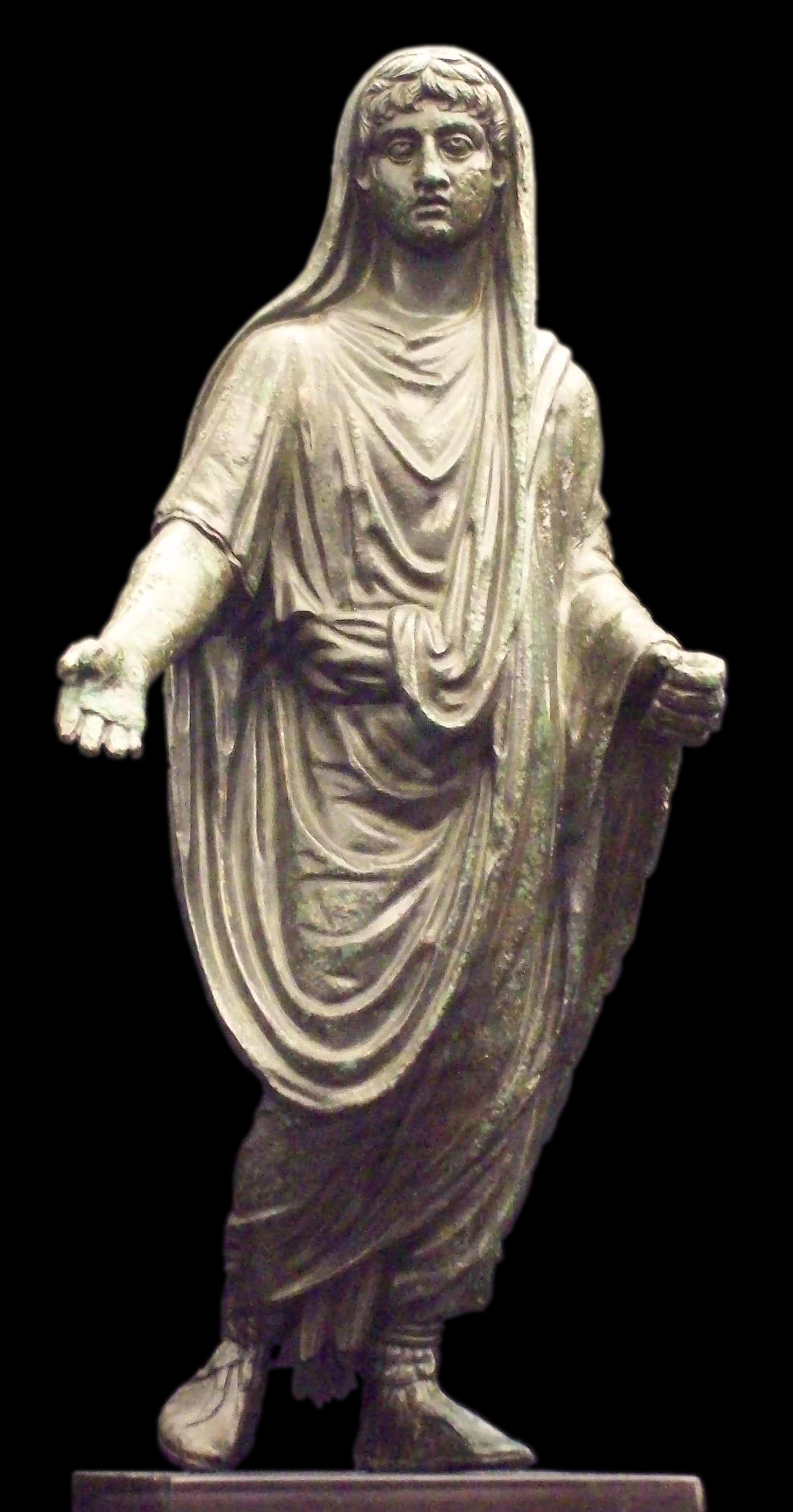
Bronzen beeld, genius voorgesteld als pater familias (1e eeuw v. Chr)

De pater familias (Latijn: vader van de familie) was in het Romeinse rijk de oudste man of man van de hoogste stand in een familia, een sociale, economische en juridische eenheid die te vergelijken is met een meergeneratie-huishouden maar sterk verschilt van wat tegenwoordig familie of huisgezin heet. De pater familias had op basis van het toen geldende recht binnen deze eenheid als enige alle macht, ook om te bepalen wie tot de familia behoorden en hij was als enige eigenaar van alle bezittingen en het vermogen van alle leden van het huishouden.

## Twaalftafelenwet
Enkel een Romeins burger kon de status van pater familias genieten en er kon slechts één ambtsdrager binnen een huisgezin zijn. De macht die de pater familias bezat, was de patria potestas (vaderlijke macht). Potestas is te onderscheiden van auctoritas die de pater familias ook bezit. Volgens een interpretatie van de Twaalftafelenwet had de pater familias de vitae necisque potestas, de macht over leven en dood (ius vitae necisque) en de macht over de bezittingen en het  vermogen van de familia. Hij had ook de macht over de mater familias, (echtgenote(n)), de filii familias (zonen), filiae familia (dochters), nepotes ex filiorum (kleinzonen via zonen) en de servi familias (slaven). Dus alle andere personen in het huis leefden onder zijn hand, sub manu. Hij was bevoegd te straffen en de straffen te bepalen, tot aan de doodstraf. Lijfstraffen waren gebruikelijk en golden niet als mishandeling. Hij was echter moreel verplicht voor tuchtiging een familieraad bijeen te roepen en bij onenigheid over zware tuchtiging oordeelde de rechter. De censor had bovendien de bevoegdheid om patres familias die het te bont maakten uit hun stand te zetten.

## Vrouwen
Vrouwen leefden volledig onder de heerschappij van de pater familias, haar vader of haar echtgenoot. Ze speelden geen rol in het openbare leven. Een huwelijk was vooral gebaseerd op economische bettrekkingen, belangrijke rol bij de keus van een echtgenote was de bruidsschat die een vrouw meekreeg van haar vader.

## Kinderen
Bij wet, ten koste van alles, was zijn woord absoluut en had hij altijd het laatste woord. Indien een kind ongewenst was, had de pater familias onder de Romeinse Republiek de macht te bevelen het kind ter dood te brengen door blootstelling aan het weer. Onder keizer Justinianus werd deze straf uitgeband en mocht de pater familias alleen nog tuchtigen.
Hij had de macht zijn kinderen in slavernij  te verkopen. De Romeinse wet zorgde er dan ook voor dat indien een kind driemaal als slaaf verkocht werd, hij niet langer meer onderworpen was aan de patria potestas en sui iuris (eigengerechtig) was. De pater familias had de macht de huwelijken van zijn zonen en dochters goed of af te keuren. Een edict van keizer Augustus bepaalde dan ook dat de pater familias niet lichtzinnig zou omspringen met deze macht.
Tegenover deze macht stond de verplichting de kinderen op te voeden en te onderwijzen zoals het binnen de stand gebruikelijk is. Volledige onterving van kinderen werd op grond van het beginsel 'pietas', traditionele morele verplichtingen, niet juist geacht, ze hadden recht op een bepaald deel van de erfenis ('legitieme portie').
De macht van de pater familias kan enigszins gerelativeerd worden vanuit de overweging dat de levensverwachting in de Romeinse tijd laag lag, zo stierf meer dan de helft van de kinderen voor hun vijfde levensjaar.
Mannelijke volwassen kinderen bleven onder de autoriteit van hun vader zolang hij nog leefde en zouden de rechten van een pater familias niet kunnen verwerven zolang hij nog leefde. Tenminste in theorie werd al hun eigendom vergaard ten gunste van hun vader en had hij, niet zij, het recht zich ervan te ontdoen. Diegenen die leefden in hun eigen huisgezinnen ten tijde van de dood van hun vader kregen de status van pater familias binnen hun respectieve huisgezinnen.

## Cliënten
Vrije burgers of vrijgelaten slaven die vrijwillig onder een pater familias dienden werden cliënten genoemd, zij waren het huispersoneel en kregen als beloning geschenken en kost en inwoning.

## Slaven
Het was toegestaan juridisch over bepaalde personen als bezit te beschikken, 'slavernij'. Er waren huisslaven, die in de huishouding werkten en landslaven die het land bewerkten en het vee verzorgden. Voordat een slaaf vrijgelaten kon worden, moest hij eerst uit de hand van de pater familias komen, vandaar de termen manumissio en emancipatio.

## Ontwikkeling
Doorheen de tijd ontstond de neiging de absolute autoriteit van de pater familias aan te tasten en rechten die theoretisch bestonden werden niet langer afgedwongen of opgedrongen aan anderen.
Vandaag leeft de term pater familias verder in de uitdrukking als een goede huisvader, dat ook een juridisch grondbeginsel is.